# CITIC Securities
CITIC Securities — крупнейший китайский инвестиционный банк.

## История
Банк был основан 25 октября 1995 года в Пекине как дочерняя структура государственной группы CITIC. В конце 1999 года CITIC Securities был преобразован в акционерную компанию, уставной капитал был увеличен в три раза (до 2 млрд юаней), доля CITIC сократилась до 37,85 %. В следующем году штаб-квартира была перенесена в Шэньчжэнь. В 2003 году акции компании были размещены на Шанхайской фондовой бирже, а в 2011 году также на Гонконгской фондовой бирже. В 2012 году за $1,25 млрд была куплена брокерская дочерняя компания Crédit Agricole.

## Собственники и руководство
Крупнейшим акционером на конец 2018 года являлась группа CITIC (16,5 %), также значительные пакеты акций принадлежали Национальному совету фонда социального обеспечения (5,7 %), The Bank of New York Mellon Corporation (2,34 %), Citigroup, Inc (1,91 %), GIC Private Limited (суверенный фонд правительства Сингапура — 1,5 %), BlackRock, Inc (1,38 %).
Цзан Юцзюнь — председатель совета директоров с 2016 года, в банке работает с самого основания в 1995 году. Также является помощником управляющего CITIC Group, CITIC Limited и CITIC Corporation Limited и председателем правления дочерних структур CITIC Securities Investment и GoldStone Investment.

## Деятельность
CITIC Securities является инвестиционным банком, сфера его деятельности охватывает операции с ценными бумагами, включая размещение акций и облигаций, финансовые консультации, торговля на фондовых, валютных и товарно-сырьевых биржах, управление активами. Активы под управлением на конец 2018 года составляли 1,343 трлн юаней ($200 млрд). Деятельность банка в основном ориентирована на внутренний рынок Китая.
|                     | 2007  | 2008  | 2009  | 2010  | 2011  | 2012  | 2013  | 2014  | 2015  | 2016  | 2017  | 2018  |
| ------------------- | ----- | ----- | ----- | ----- | ----- | ----- | ----- | ----- | ----- | ----- | ----- | ----- |
| Оборот              | 32,99 | 19,84 | 23,87 | 30,28 | 26,37 | 13,07 | 20,28 | 39,53 | 72,92 | 50,07 | 56,96 | 51,06 |
| Чистая прибыль      | 12,39 | 7,305 | 8,984 | 11,31 | 12,58 | 4,237 | 5,244 | 11,34 | 19,80 | 10,37 | 11,43 | 9,390 |
| Активы              | 189,7 | 136,9 | 206,8 | 153,2 | 148,3 | 168,5 | 271,4 | 479,6 | 616,1 | 597,4 | 625,6 | 653,1 |
| Собственный капитал | 54,02 | 57,53 | 64,81 | 70,85 | 86,99 | 86,69 | 89,40 | 101,1 | 141,7 | 145,8 | 153,1 | 156,8 |

Основные дочерние компании и партнёрства
- CITIC Securities (Shandong) (КНР, 100 %, страхование и финансовые услуги)
- CITIC Securities International Co., Ltd. (Гонконг, 100 %, инвестиционный холдинг)
- GoldStone Investment (КНР, 100 %, инвестиции в промышленность)
- CITIC Securities Investment (КНР, 100 %, инвестиции в ценные бумаги)
- CITIC Futures (КНР, 93,47 %, операции с фьючерсами на товары и финансовые инструменты)
- China AMC (КНР, 62,2 %, управление активами)
- CITIC Private Equity Funds Management Company Limited (КНР, 35 %, управление фондами)
- Jiantou Zhongxin (КНР, 30 %, управление активами)